# ドン・ミッチェル (地理学者)
ドン・ミッチェル（Don Mitchell、1961年 - ）は、アメリカ合衆国の地理学者、シラキュース大学のマックスウェル行政大学院のディスティングイッシュトプロフェッサー（教授のうち卓越した研究者に与えられる地位：主幹教授）。カリフォルニア州の学者の家系に生まれ、1987年にサンディエゴ州立大学を卒業し、ペンシルベニア州立大学で修士（1989年）を得た後、ラトガース大学でニール・スミスとともに研究に従事し、1992年にPh.D.を取得した。コロラド大学ボルダー校で教鞭を執った後、1990年代の遅い時期に、シラキュース大学へ移った。
ミッチェルは、影響力の大きい、ラディアカルな学者と見なされており、文化理論や「People's Geography Project（民衆の地理学プロジェクト）」に関わる業績などで知られている。ミッチェルは、労働者の闘争、人権、正義などを研究対象としている。
特に、1990年代半ばに、デニス・コスグローヴ、ピーター・ジャクソン、ジョン・ダンカンらへの批判を通してミッチェルが提起した、文化地理学における文化の物象化の問題をめぐる論争は、広く注目されるところとなった。
ミッチェルは、1998年にマッカーサー・フェローに選ばれ、2008年にはグッゲンハイム・フェローに選ばれた。2012年には、スウェーデン人類学・地理学会 (Svenska Sällskapet för Antropologi och Geografi) からアンデシュ・レチウス・メダル (Anders Retzius Medal) を授与された。

## おもな著書
- Don Mitchell. 1996. The Lie of the Land: Migrant Workers and the California Landscape. Minneapolis: University of Minnesota Press
- Don Mitchell. 2000. Cultural Geography: A Critical Introduction. Blackwell.  ISBN 1-55786-892-1[6]
- Don Mitchell. 2003. The Right to the City: Social Justice and the Fight for Public Space.
- Lynn Staeheli and Don Mitchell, 2008. The People’s Property? Power, Politics, and the Public. New York: Routledge.[7]
- Kenneth Olwig and Don Mitchell (eds.) 2009. Justice, Power and the Political Landscape London: Routledge.

日本語に翻訳された論文として、いずれも『空間・社会・地理思想』第7号（2002年）に掲載された、浜谷正人・訳「公共空間は終焉したか? -民衆公園、大衆の定義とデモクラシー-」、森正人・訳「文化なんてものはありゃしねえ -地理学における文化観念の再概念化に向けて-」、『地理科学』第61巻1号掲載の 、森正人 訳「文化景観 -それはただの景観かそれとも正義の景観か?-」がある。